# Lenguadina
El nombre de lenguadina se aplica en España al menos a dos especies de peces de la familia de los pleuronéctidos. En los mercados del norte de España se usa comúnmente para la especie Glyptocephalus cynoglossus, pero en producto congelado se llama también así a la especie Limanda limanda, proveniente del Atlántico Norte.
- Datos: Q16589990